# ホールド・ユア・ファイア (ラッシュのアルバム)
『ホールド・ユア・ファイア』 (Hold Your Fire) は、カナダ出身のロックバンド、ラッシュの12作目のスタジオ・アルバム。
前作から引き続き、ピーター・コリンズが共同プロデューサー。
ポリグラム/マーキュリーがカナダ以外で発売したラッシュの最後のスタジオアルバムとなった。
1980年代にリリースされたバンドの作品の中でも商業的な成功は収められず、ビルボードチャートで13位となり、ラッシュのアルバムとしては1978年「神々の戦い」以来最も低いチャート成績となった。
「タイ・シャン」は実験的な作品であり、この曲は中国の古典音楽に影響を受けて、そのタイトルは中国山東省の泰山にちなんだもので、ニール・パートが中国での自転車旅行中に初めてその存在を知った。

## 背景
9月上旬、ニール・パートは作詞作曲を開始し、前作「パワー・ウィンドウズ」と同じ系統で、今度は時間をテーマにしたものをやりたいと考えていた。
ゲディ・リーはDigital Performerを使ってマッキントッシュ上でコントロールするキーボードのセットアップで作曲を始め、アレックス・ライフソンは自宅で実験的な宅録を試みていた。
ゲディ・リーはメインベースをスタインバーガーからウォルに変更している。

1986年9月27日にオンタリオ州のエローラ・サウンド・スタジオで作曲セッションを開始。
11月初旬までに8曲が書き上げられたが、アルバムに十分な音楽的バラエティを持たせるためには、これでは足りないとメンバーは感じており、ニール・パートはインタビューに対し、「今回はもう少し踏み込んでみようということになったんだ。レコードを買う人はごく一部で、大半はカセットテープやCDを選んでいるという事実を知っていた。そこで、レコード盤の時間的な制約を気にする必要はないだろうと考えた。10曲入りで、50分くらいの音楽を目指そうと思った」「12月上旬にプロデューサーのピーター・コリンズがエローラ・サウンド・スタジオにやってきて、バンドに曲を改善するための提案をしてくれた。多くの小さな変更の中で、大きな提案は「ミッション」の新しい詩と「オープン・シークレッツ」のコーラスの修正だった」と述べている。
すでに9曲が用意されていたが、ピーター・コリンズはバンドにアルバムのための10曲目を作ることも提案し、「フォース・テン」はプリプロダクションの最終日、12月14日に書かれることになった。
レコーディングは1987年1月5日、イギリスのマナー・スタジオで開始された。ここでドラムス、ベース、基本的なキーボード、リード・ギター、リード・ボーカルが録音された。キーボード、ギター、ヴォーカルはデジタルで録音され、ドラムとベースはニール・パートの好みでアナログ・テープレコーダーで録音され、後にデジタル・テープに変換された。
3月1日にエア・モンセラットに向かい、ギターのオーバーダブの制作を開始し、その後3週間後にトロントのマクリア・プレイス・スタジオでオーバーダブを仕上げ、「ハイ・ウォーター」、「ミッション」、「セカンド・ネイチャー」ではスティーヴ・マーゴッシュによるオーケストラのアレンジを録音し、「タイム・スタンド・スティル」、「プライム・ムーバー」ではエイミー・マンのボーカルやゴスペルのクワイアなどを追加録音している。

## 収録曲
| 全作詞: ニール・パート（注記ない場合）、全作曲: アレックス・ライフソン ＆ ゲディ・リー。 |                                        |                                 |                                        |      |
| #                                                                                        | タイトル                               | 作詞                            | 作曲・編曲                             | 時間 |
| 1.                                                                                       | 「Force Ten」(Lyrics: Lee, Pye Dubois) | ニール・パート （注記ない場合） | アレックス・ライフソン ＆ ゲディ・リー | 4:31 |
| 2.                                                                                       | 「Time Stand Still」                   | ニール・パート （注記ない場合） | アレックス・ライフソン ＆ ゲディ・リー | 5:09 |
| 3.                                                                                       | 「Open Secrets」                       | ニール・パート （注記ない場合） | アレックス・ライフソン ＆ ゲディ・リー | 5:38 |
| 4.                                                                                       | 「Second Nature」                      | ニール・パート （注記ない場合） | アレックス・ライフソン ＆ ゲディ・リー | 4:36 |
| 5.                                                                                       | 「Prime Mover」                        | ニール・パート （注記ない場合） | アレックス・ライフソン ＆ ゲディ・リー | 5:19 |

| #   | タイトル          | 作詞 | 作曲・編曲 | 時間 |
| --- | ----------------- | ---- | ---------- | ---- |
| 6.  | 「Lock And Key」  |      |            | 5:09 |
| 7.  | 「Mission」       |      |            | 5:16 |
| 8.  | 「Turn The Page」 |      |            | 4:55 |
| 9.  | 「Tai Shan」      |      |            | 4:17 |
| 10. | 「High Water」    |      |            | 5:33 |

## チャート
| Year | Chart                | 最高順位 |
| ---- | -------------------- | -------- |
| 1987 | Billboard 200        | 13       |
| 1987 | 全英アルバムチャート | 10       |